# Групповая терапия (Новые приключения Человека-паука)
«Групповая терапия» (англ. Group Therapy) — одиннадцатый эпизод американского мультсериала «Новые приключения Человека-паука», основанного на одноимённом персонаже комиксов Marvel, созданном Стэном Ли и Стивом Дитко. Первый показ состоялся 31 мая 2008 года.

## Сюжет
Макса Диллона (Электро) выпускают из психиатрической больницы. Он сразу звонит Доктору Осьминогу и говорит, чтобы тот готовился к побегу из тюрьмы. Октавиус собирает людей, и группа сбегает из заключения. Утром Питер Паркер говорит своей тёте, чтобы та не отменяла поход в театр с Анной Уотсон из-за плохого самочувствия, а развеялась. Затем он приходит в лабораторию Коннорсов и ругается с Эдди, который недоволен его действиями по поводу фотографий и наживы. Питер сначала переживает из-за ссоры, но потом утешает себя приобретением чёрного костюма.
Тем временем, Рино привлекает его внимание. Когда герой прибывает, он сталкивается со Зловещей шестёркой (Доктор Осьминог, Гриф, Электро, Шокер, Сэндмен и Рино). Тётя Мэй, оказавшаяся рядом, защищает героя, но он говорит ей и Анне Уотсон бежать через театр. Внутри него Мэй падает в обморок. Паук не может справиться и бежит через канализацию. Рино остаётся сверху, а остальные идут искать насекомое, однако вскоре Электро тоже отправляют наверх ради безопасности группы. Пауку удаётся остаться незамеченным. Той ночью Мэри Джейн идёт кататься на мотоцикле с Эдди. Когда в «Daily Bugle» узнают о том, что случилось с Мэй Паркер, Джона звонит Питеру, но тот, вернувшись домой, не берёт трубку, думая, что босс будет его отчитывать за отсутствие фотографий о провале Паука. Он ложится спать с наивной мечтой, чтобы все злодеи оказались за решёткой.
А Шестёрка тем временем пирует в ресторане, но так как Паук не убит, у них возникают разногласия. Они решают снова привлечь его внимание и направляются к банку у Центрального парка. Человек-паук отправляется туда. Пока он сражается, Эдди катает Мэри Джейн и лихачит на дорогах, жалуясь на Питера. Её раздражает такое поведение, и она просит его остановиться и уходит. Тем временем Паук молча сражается со злодеями в парке. Постепенно он побеждает каждого, и когда дело доходит до Доктора Осьминога, учёного интересует самозашивающийся костюм Паука. Человек-паук побеждает его и, кажется, собирается прикончить, но его прерывают полицейские, и он улетает.
На утро Питер просыпается измотанным, но не понимает почему. Он видит статью в газете со своими снимками, где побеждает шестёрку. Он начинает понимать, что пришелец — симбионт, и воспользовался его телом. Но быстро отметает опасения. К крыльцу подходит Мэри Джейн и сообщает Питеру, что его тётя находится в больнице.

## Роли озвучивали
- Джош Китон — Питер Паркер (Человек-паук)
- Дебора Стрэндж — Мэй Паркер
- Роберт Инглунд — Эдриан Тумс (Гриф)
- Криспин Фриман — Макс Диллон (Электро)
- Джефф Беннетт — Монтана (Шокер)
- Джон Димаджио — Флинт Марко (Сэндмен) / Молотоглав
- Клэнси Браун — Алекс О’Хёрн (Рино)
- Питер Макникол — Доктор Осьминог

## Производство
Сценарий к эпизоду написал Эндрю Робинсон, а режиссёром выступила Дженнифер Койл. Премьера состоялась 31 мая 2008 года. Грег Вайсман, один из продюсеров мультсериала, придумал определённую схему именования эпизодов — «Образование с Питером Паркером». С 10 серии первого сезона и до его конца названия эпизодов основывались на науке психологии.

## Отзывы

Динамика оценок IGN к эпизодам 1 сезона мультсериала

Эрик Гольдман из IGN поставил серии оценку 8,5 из 10 и написал, что «самой крутой частью эпизода была вторая битва Человека-паука против Шестёрки, в которой он хладнокровно, эффективно и бесшумно побеждал одного за другим, расчётливо направляя их способности и оружие друг против друга». Несмотря на то, что «даже после того, как Док Ок заметил странное молчание Человека-паука», критик «всё ещё был немного удивлён, узнав, что Питер на самом деле спал на протяжении всей битвы».
Шон Эллиот из IF Magazine поставил эпизодам «Групповая терапия» и «Интервенция» оценку «A». Рецензент подметил, что «в этом эпизоде показан первый из нескольких классических сердечных приступов тёти Мэй, благодаря которым она стала так известна в оригинальных комиксах». Майкл Танака из Firefox News посчитал Зловещую шестёрку «независимой», почувствовав «облегчение» от преуменьшения влияния Большого Босса. Критик пишет: «Эпизод с группой злодеев всегда вызывает у меня некоторый скепсис, но мне приятно доказать, что я ошибаюсь». Майкл похвалил хореографию в боевых сценах и посмеялся со сцены ужина злодеев в ресторане.
Зрители тоже тепло восприняли эпизод; Screen Rant и CBR поставили его на 4 место в топе лучших эпизодов мультсериала по версии IMDb.